# Benedikt Sigurðsson Gröndal
Benedikt Sigurðsson Gröndal (Önundarfjörður, 7 luglio 1924 – Reykjavík, 20 luglio 2010) è stato un politico islandese.
È stato Primo ministro dell'Islanda dall'ottobre 1979 al febbraio 1980.
Era rappresentante del Partito Socialdemocratico.
Dal 1978 al 1980 è stato Ministro degli esteri.
È stato ambasciatore dell'Islanda in diversi Paesi: Svezia, Finlandia, Australia, Cina, Corea del Sud e Giappone.